# 6052 Junichi
6052 Junichi este un asteroid din centura principală de asteroizi.

## Descriere
6052 Junichi este un asteroid din centura principală de asteroizi. A fost descoperit pe 9 februarie 1992 la Kitami de Kin Endate și Kazuro Watanabe. El prezintă o orbită caracterizată de o semiaxă mare de 3,25 ua, o excentricitate de 0,05 și o înclinație de 21,8° în raport cu ecliptica.